# 芒格阿恩
芒格阿恩（Mangan），是印度锡金邦North县的一个城镇。总人口1248（2001年）。

## 人口
该地2001年总人口1248人，其中男性768人，女性480人；0—6岁人口170人，其中男91人，女79人；识字率68.59%，其中男性为72.27%，女性为62.71%。